# JoAnn Hardin Morgan
JoAnn Hardin Morgan (Huntsville, Alabama. 4 de diciembre de 1940) es una ingeniera aeroespacial estadounidense que fue pionera en el programa espacial de Estados Unidos como la primera ingeniera mujer de la NASA y la primera mujer en obtener el cargo de Ejecutivo Senior en el John F. Kennedy Space Center. Por su trabajo en la NASA fue galardonada por el presidente de los Estados Unidos Bill Clinton como Ejecutivo Meritorio en 1995 y 1998. Antes de su retiro en 2003 tuvo paso por diferentes puestos de liderazgo en los 40 años de programas espaciales de la NASA. Morgan fue directora de Relaciones Externas y Desarrollo de Negocios durante sus últimos años en el Centro Espacial.

## Primeros años
JoAnn Hardin es la mayor de los cuatro hijos de Don y Laverne Hardin, nació en Huntsville, Alabama el 4 de diciembre de 1940 cerca de donde su padre estaba designado como piloto de la Armada de Estados Unidos en Redstone Arsenal durante la Segunda Guerra Mundial. Mientras estaba en la secundaria su familia se mudó a Titusville (Florida) donde su padre trabajaba en Cape Canaveral como administrador de artillería en el programa de cohetes del Ejército de los Estados Unidos. Luego de graduarse de la escuela secundaria en junio de 1958 se unió a la Agencia de Misiles Balísticos de la Armada en Cabo Cañaveral como una civil asistente de ingeniería. En el invierno de 1958 se inscribió en la Universidad de Florida en Gainesville donde estudió matemáticas. Durante los veranos continuaba trabajando en Cape Canaveral bajo la mentoría del ingeniero Wernher von Braun. Durante su trabajo como asistente de ingeniería tuvo experiencia como diseñadora de sistemas de lanzamiento de cohetes para los primeros programas de vuelo de la NASA. Luego de que Hardin obtuvo un Bachiller en Artes en Matemáticas de la Universidad de Jacksonville en Alabama en 1963 fue a trabajar para la NASA en el Centro Espacial John. F. Kennedy como una ingeniera aeroespacial.

## Centro Espacial John F. Kennedy

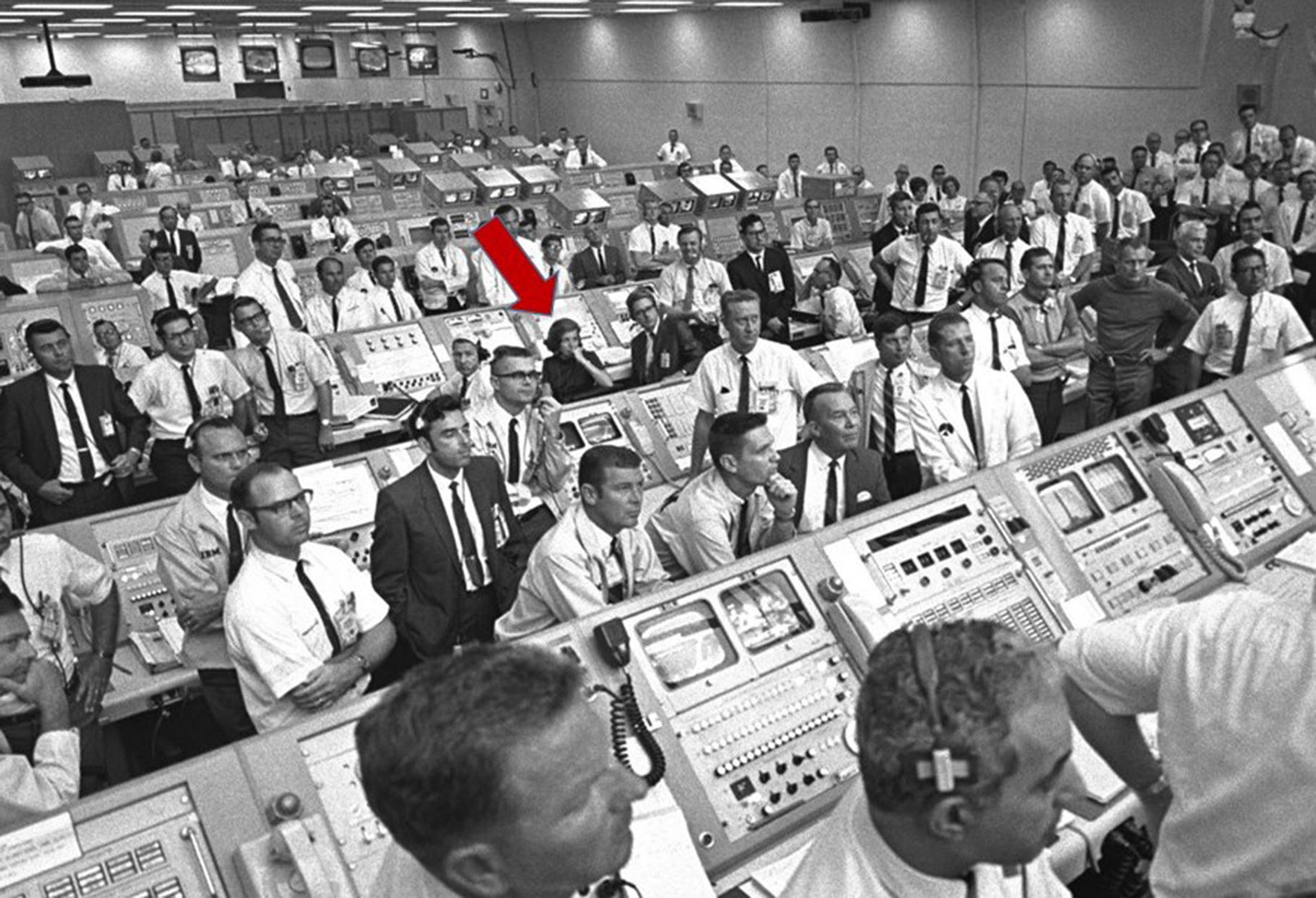
JoAnn Morgan, primera mujer permitida en la sala de lanzmiento y única durante el lanzamiento del Apolo 11.

En 1963 comenzó su trabajo a tiempo completo en el Centro Espacial Kennedy, siendo la única mujer ingeniera durante mucho tiempo en el lugar. Esto también le valió ser la única mujer ingeniera en la sala de lanzamiento durante la misión Apolo 11 el 16 de julio de 1969.
Morgan recuerda con humor que "durante los primeros 15 años trabajaba en un edificio sin baño para mujeres", y "fue un gran día en mi libro cuando finalmente hubo uno".

## Premios y reconocimientos
- 1995 - fue incluida en el Salón de la Fama de la Mujer de Florida.[12]
- 1991 - Recibió una medalla de liderazgo excepcional.
- 1996 - Recibió el premio "Servicio distinguido" por la Space Coast Chapter of Federally Employed Women.